# FTSE Group
FTSE Group (inglese|ˈfʊtsiː) è una società britannica specializzata nella creazione e gestione di indici di borsa con sede a Londra.
Il FTSE Group è stato creato nel 2002. Ha uffici a Londra, Milano, New York, Parigi, Francoforte, Madrid, San Francisco, Pechino, Sydney, Tokyo, e Hong Kong.
FTSE opera in molti paesi del mondo, fornendo più di 100.000 indici di borsa di varia natura. I più noti sono gli indici della Borsa di Londra (es. FTSE 100 Index), e quelli della Borsa Italiana (es. FTSE MIB). I suoi introiti derivano dalle commissioni ricevute per l'utilizzo degli indici creati e dai servizi accessori correlati.

## Principali indici
- Borsa di Londra
  - FTSE 100 Index
  - FTSE 350 Index
  - FTSE All-Share Index
  - FTSE SmallCap Index
  - FTSE AIM UK 50 Index
  - FTSE AIM 100 Index
  - FTSE AIM All-Share Index
  - FTSE MTIRS - Interest Rate Swap Index
- Borsa Italiana
  - FTSE MIB
  - FTSE Italia Mid Cap
  - FTSE Italia STAR
  - FTSE Italia Small Cap
  - FTSE Italia All-Share
  - FTSE AIM Italia